# 556年
| 千纪： | 1千纪 |
| 世纪： | 5世纪 \| 6世纪 \| 7世纪                                                                                        |
| 年代： | 520年代 \| 530年代 \| 540年代 \| 550年代 \| 560年代 \| 570年代 \| 580年代                                      |
| 年份： | 551年 \| 552年 \| 553年 \| 554年 \| 555年 \| 556年 \| 557年 \| 558年 \| 559年 \| 560年 \| 561年                |
| 纪年： | 丙子年（鼠年）；南朝梁紹泰二年，太平元年；高昌建昌二年；西魏恭帝三年；北齊天保七年；西梁大定二年；新罗開國六年 |

## 大事记
- 西魏權臣宇文泰死，遺命長兄宇文顥的兒子宇文護掌管國家大政。
- 十一月：齊帝高洋下詔實施行政簡化政策。[1]

## 逝世
- 宇文泰，南北朝西魏的權臣，被追尊北周太祖。